# El dragón rojo (novela)
El dragón rojo es una novela de misterio y suspenso escrita por Thomas Harris publicada en 1981. Es el primer volumen de la tetralogía de Lecter, famosa desde los años 1990 tras el estreno de la adaptación The Silence of the Lambs. Es el segundo en orden cronológico, ya que Hannibal: El origen del mal narra hechos que ocurrieron antes. En 1995, la Mystery Writers of America incluyó ambas novelas en su lista de las cien mejores novelas de misterio de todos los tiempos. El título se refiere a la pintura de William Blake El gran dragón rojo y la mujer revestida de sol (a pesar de que Harris describe la pintura similar El gran dragón rojo y la mujer vestida en sol). Es la primera en presentar al asesino en serie Dr. Hannibal Lecter.

## Argumento
Will Graham es sacado del retiro por el FBI para ayudar a rastrear a un asesino en serie conocido como Tooth Fairy ("Hada de los dientes" o en otras ediciones "Duende Dientudo", nombre dado en Estados Unidos al Ratoncito Pérez), quien ha asesinado a dos familias. Graham se retiró después de casi ser asesinado por Hannibal Lecter, quien, subsecuentemente, fue capturado en el proceso. Graham busca ayuda de Lecter para atrapar al asesino. Sin embargo, Graham descubre que Lecter lo está manipulando a él y al hombre que está tratando de arrestar.
La relación entre Lecter y Graham es paralela a la relación entre Lecter y Clarice Starling en las secuelas, pero hay tonos diferentes. Lecter trata a Starling como una simple estudiante y a Graham como un colega (aunque no como su igual). La aceptación de Graham por Lecter no se detiene al nivel "profesional", sino que se extiende a un traslape entre la psique de Graham y la de Lecter.
Una complicación en la investigación es Freddy Lounds, un reportero de tabloide quien una vez tuvo un conflicto con Graham durante el caso Lecter y ahora lo persigue para conseguir la historia del Hada de los dientes. El Hada de los dientes es Francis Dolarhyde, un ávido lector del periódico en el que trabaja Lounds, el National Tattler, quien se disgusta por lo que Lounds escribe acerca de él, por lo que lo asesina brutalmente.

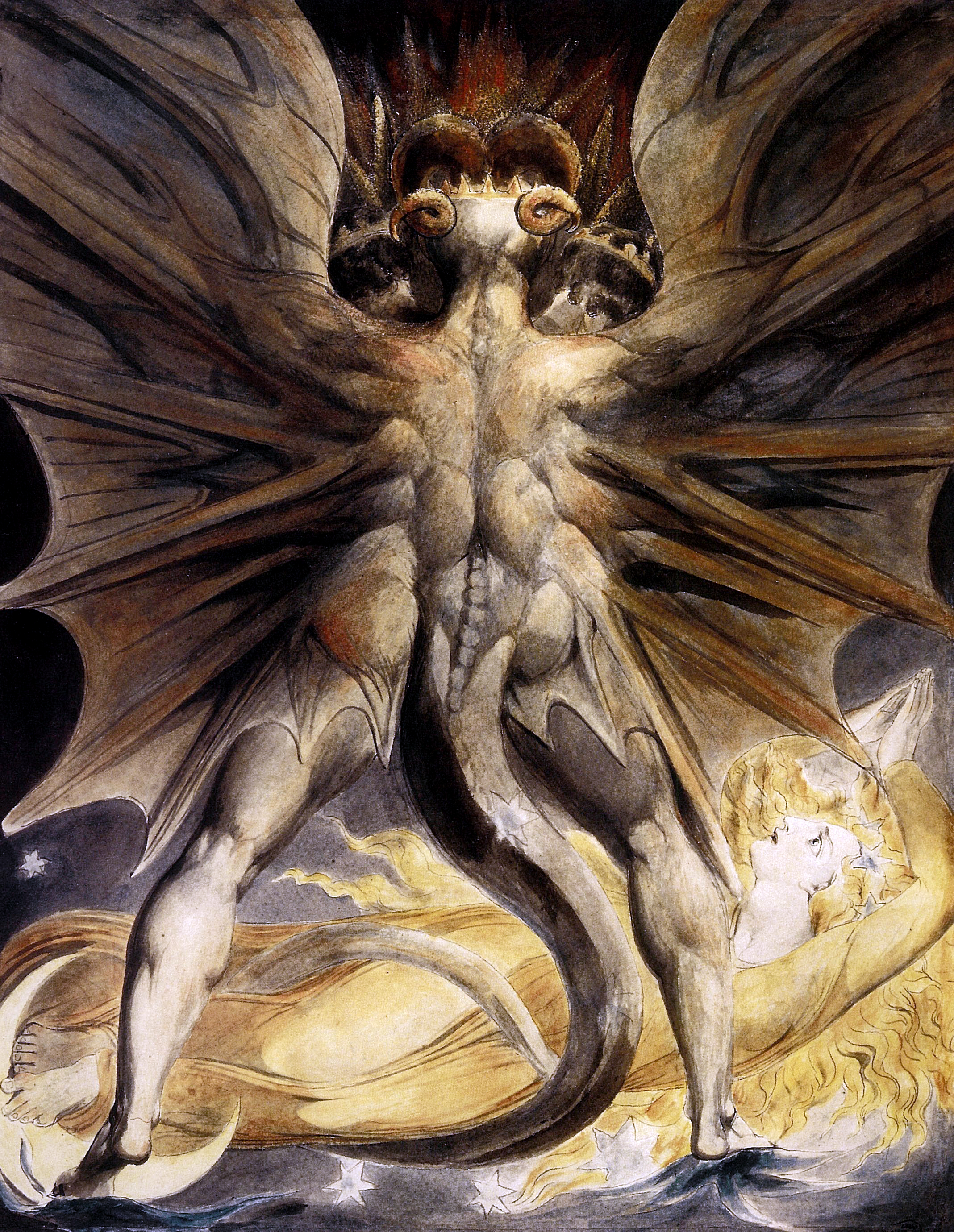
El gran Dragón Rojo y la Mujer Revestida en sol, William Blake.

Dolarhyde conoce a Reba McClane, una colega ciega en Gateway Film Services, donde él tiene acceso a las películas caseras que la compañía edita para venta directa a clientes o para tiendas locales. Dolarhyde y McClane empiezan una relación romántica. El nuevo amor de Dolarhyde crea un conflicto con sus impulsos homicidas, los que se manifiestan en su mente con una personalidad separada a la que él llama "El gran Dragón Rojo", debido a la pintura de William Blake El gran Dragón Rojo y la Mujer vestida en sol, de la que Dolarhyde está profundamente obsesionado. Haciéndose pasar por un investigador, Dolarhyde entra al Museo de Brooklyn, seda a una secretaria y se come la acuarela original de Blake del Dragón Rojo que es guardada allí, creyendo que si él consume al Dragón, puede dejar de matar y buscar una relación normal con McClane.
Luego de que Lecter le da a Dolarhyde la dirección de Graham en código a través de la sección de anuncios personales en el National Tattler, poniendo en riesgo a Graham y a su familia, Graham se obsesiona con el caso, encontrando que el asesino conocía la disposición de sus casas a través de las películas caseras, a las cuales el solo podía haber tenido acceso si trabajaba en Gateway. Presintiendo que está cerca de ser capturado, Dolarhyde va a ver a McClane una última vez y la encuentra hablando con un colega, Ralph Mandy. Furioso, Dolarhyde mata a Ralph y secuestra a McClane, llevándola a su casa. Allí incendia el lugar y aparentemente intenta matarla y luego a sí mismo, pero no es capaz de dispararle a ella. Luego de que supuestamente Dolarhyde se disparara a sí mismo, McClane escapa.
Se descubre que Dolarhyde no se disparó a sí mismo, sino a un cuerpo de alguna víctima previa. Dolarhyde busca a Graham en su hogar y ataca a su familia. Dolarhyde casi logra matar a Graham cuando su esposa lo ataca con una caña de pesca de aluminio, encajando un anzuelo en su mejilla, antes de disparar varias veces en su cara. Habiendo sido cicatrizado permanentemente por Dolarhyde, Graham convalece en un hospital pensando acerca de su esposa, Molly, quien lo va a abandonar. El mentor de Graham en el FBI, Jack Crawford, intercepta una carta enviada por Lecter felicitando a Graham en su victoria, y la destruye.

## Personajes
- Will Graham
- Jack Crawford
- Francis Dolarhyde
- Hannibal Lecter
- Reba McClane
- Freddy Lounds
- Molly Graham

## Temas
Uno de los principales temas del libro es el conflicto de Will Graham con su propia naturaleza, específicamente con su habilidad para pensar y sentir como un asesino en serie. El mayor miedo de Will es que él difiere de los gustos de Lecter y Dolarhyde solo por una delgada barrera erigida por decisión personal; que él realmente es un demente que elige negar sus impulsos oscuros. Esta habilidad de tener dominación sobre los impulsos propios es lo que Dolarhyde trata de establecer comiendo la pintura.
No es coincidencia que Lecter llame a Dolarhyde "Peregrino". Aunque Lecter es básico y primario en sus comunicaciones con Dolarhyde ("Eres muy hermoso"), él se comporta de modo refinado en sus tratos con Graham. Lecter simboliza un punto medio entre los dos aprendices de "monstruo": Dolarhyde, quien se encuentra en un estado menos desarrollado donde todavía actúa para calmar sus impulsos, y Graham, quien pelea contra su naturaleza oscura y la usa para cazar a aquellos que no comparten su pelea. Lecter, quien ha elegido racionalizar e intelectualizar sus acciones al sólo matar a los rudos e incompetentes, parece tener cierta afinidad hacia Graham, quizás por los fondos similares en academia y su mutuo desdén por la matanza "irracional", pero más probablemente porque la decisión de Graham está basada en elección. Dolarhyde, creyendo que no tiene elección en el asunto, exhibe una fortaleza de ánimo mental más débil, lo que lo coloca por debajo de Graham ante los ojos de Lecter.
Un momento clave en la narración ocurre cuando Graham trata de incitar a Lecter a ayudarlo a atrapar al Dragón. Graham sugiere que sería una oportunidad de probar que Lecter es más inteligente que el personaje del Dragón. Lecter prueba ser capaz de superar el reto de Graham, arruinando tanto a Dolarhyde como a Graham, al enfrentarlos a ambos. Dolarhyde deja a Graham desfigurado permanentemente, algo que la mente de Graham será presionada a ignorar como un tipo de "marca de la bestia", un recuerdo de lo que él es. Harris presagia el destino de Graham durante la conversación con Lecter acerca de la autoaversión y desfiguramientos del Hada de los dientes. Lecter cumple con sus objetivos mientras está encarcelado en una prisión de máxima seguridad.
El ingenio y carisma de Lecter, su habilidad para jugar con la gente y ser a la vez una amenaza seria incluso cuando está en prisión y el enorme miedo que evoca a través de setos, fueron usados por Harris para crear una mística oscura e infamia hacia el personaje de Lecter, lo que Harris remarca al no hacer mención directa a la naturaleza de sus crímenes ni sus métodos de asesinato. Esto deja al lector con el reto de reconciliar el sofisticado, afluente y evidentemente sádico personaje a quien son introducidos a través de la narración, con la percepción del asesino psicópata en serie que Harris construye deliberadamente alrededor del personaje del Dr. Lecter, pero nunca en su presencia. Fueron esas cualidades y su contraste con el método usual de contar una historia sangrienta, que deshumaniza el asesino a través de una explicación atroz, lo que hizo al personaje tan popular y creó la base para que se convirtiera en el protagonista de la famosa serie de libros.

## Ediciones
Las ediciones originales en pasta dura y suave mencionan que Lecter es recluido en el Hospital "Chesapeake". Luego de la publicación de la secuela, The Silence of the Lambs, se realizó una reimpresión de El dragón rojo donde el nombre fue cambiado a Hospital de Baltimore, para mantener la continuidad con la secuela. En las ediciones siguientes, el nombre original permanece.

## Adaptaciones
- La primera adaptación cinematográfica, lanzada en 1986 con el nombre de Manhunter, fue escrita y dirigida por Michael Mann, y se enfocaba en el agente especial del FBI Will Graham, interpretado por William Petersen. Lecter (renombrado Lecktor) fue personificado por Brian Cox.
- La segunda adaptación en cine, titulada Red Dragon, apareció en 2002. Fue dirigida por Brett Ratner y escrita por Ted Tally, quien también escribió el guion para The Silence of the Lambs. Es protagonizada por Edward Norton como Graham y Anthony Hopkins como Lecter.
- Michael Mann, luego de dirigir Manhunter, produjo un episodio de Miami Vice, Una sombra en la oscuridad, que es una vaga adaptación de la novela. Crockett y Tubbs (siendo transferidos a la sección de homicidios) persiguen a un misterioso ladrón. Crockett trata de predecir los movimientos del ladrón pensando como él. Sin embargo, Crockett y Tubbs solo tienen éxito en arrestarlo luego de conseguir ayuda del anterior investigador a cargo del caso. Lo visitan en una institución psiquiátrica donde permanece luego de perder la cordura, ya que él también trató de proyectarse a sí mismo en la mente del asesino). Luego de beneficiarse de la ayuda del loco, ellos atrapan al ladrón.
- La historia ha sido adaptada vagamente por filmes no relacionados con la narración. En la película Llamaradas de Ron Howard, los personajes de Robert De Niro y William Baldwin están tras la pista de un incendiario, pero no tiene suficiente penetración en el perpetrado hasta que visitan a un incendiario que está en prisión. La película se ve como se predice el comportamiento al pensar como el sujeto que se está buscando o analizando, llegando al punto de identificarlo. El personaje de De Niro resuelve casos de incendiarios no solo pensando como el perpetrador, sino también "pensando" como el fuego. Su personaje incluso dice que para entender realmente el fuego y el daño que causa, tienes que amarlo un poco.
- La novela del mismo Thomas Harris El silencio de los corderos es por sí misma una adaptación de la novela[cita requerida]: Ambos muestran un agente del FBI (aunque no es un agente permanente) en la caza de un asesino en serie. Ambos asesinos tienen una fuerte autoaversión y matan para facilitar una "transformación" en algo que es más poderoso que su estado actual. Ambos protagonistas deben visitar a Lecter varias veces para ganar suficiente penetración para atrapar al asesino. A ambos protagonistas les es solicitado ayudar a rastrear el asesino, no arrestarlo. Sin embargo, ambos terminan confrontando al asesino, lo que resulta en la muerte de este luego de recibir varios disparos letales.